# Wacław Nowakowski (aktor)
Wacław Leon Nowakowski (ur. 4 kwietnia 1888 w Warszawie, zm. 17 marca 1962 w Krakowie) – polski aktor i reżyser teatralny.

## Życiorys
Syn Michała i Konstancji z Sikorskich. Uczył się w gimnazjum filologicznym w Warszawie, później do 1905 w szkole górniczej w Dąbrowie Górniczej. W 1906 rozpoczął naukę w Klasie Dramatycznej przy Warszawskim Towarzystwie Muzycznym. Był aktorem i reżyserem teatrów w Wilnie, Łodzi, Warszawie, Teatru im. J. Słowackiego w Krakowie (1913–1917), Sosnowcu. W latach 1924–1926 kierownik artystyczny i aktor Teatru im. W. Bogusławskiego w Warszawie, a w latach 1927–1929  kierownik artystyczny i reżyser Teatru Polskiego w Katowicach. Od 1929 na stałe związany z Teatrem im. J. Słowackiego (kierownik artystyczny w latach 1946–1947).
Najważniejsze role teatralne: Gustaw–Konrad w Dziadach A. Mickiewicza, w dramatach Wyspiańskiego: Adam Mickiewicz w Legionie, Józef Chłopicki w Warszawiance, Ksiądz w Klątwie, Konrad i Geniusz w Wyzwoleniu, w dramatach J. Słowackiego: Zbigniew i Wojewoda w Mazepie, tytułowa rola w Kordianie, Hetman w Horsztyńskim. Reżyserował m.in. Dożywocie, Wesele Wyspiańskiego i Zemstę Fredry. Był wykładowcą krakowskiej PWST.
W 1955 otrzymał nagrodę artystyczną m. Krakowa w dziale teatru za całokształt działalności artystycznej.
Zmarł w Krakowie. Pochowany na cmentarzu Rakowickim (kwatera LXVII-płn 1-3).

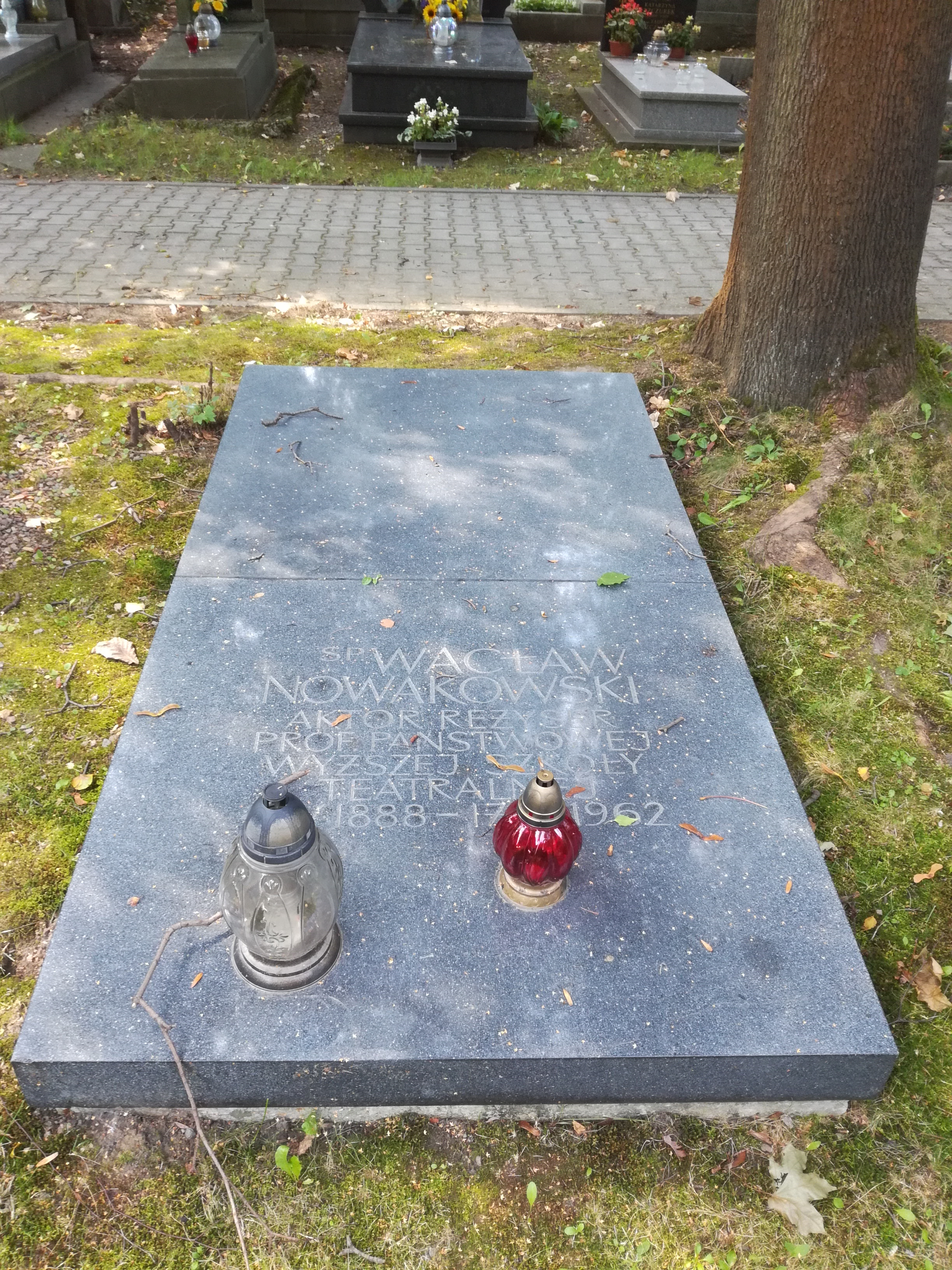
Grób Wacława Nowakowskiego na cmentarzu Rakowickim

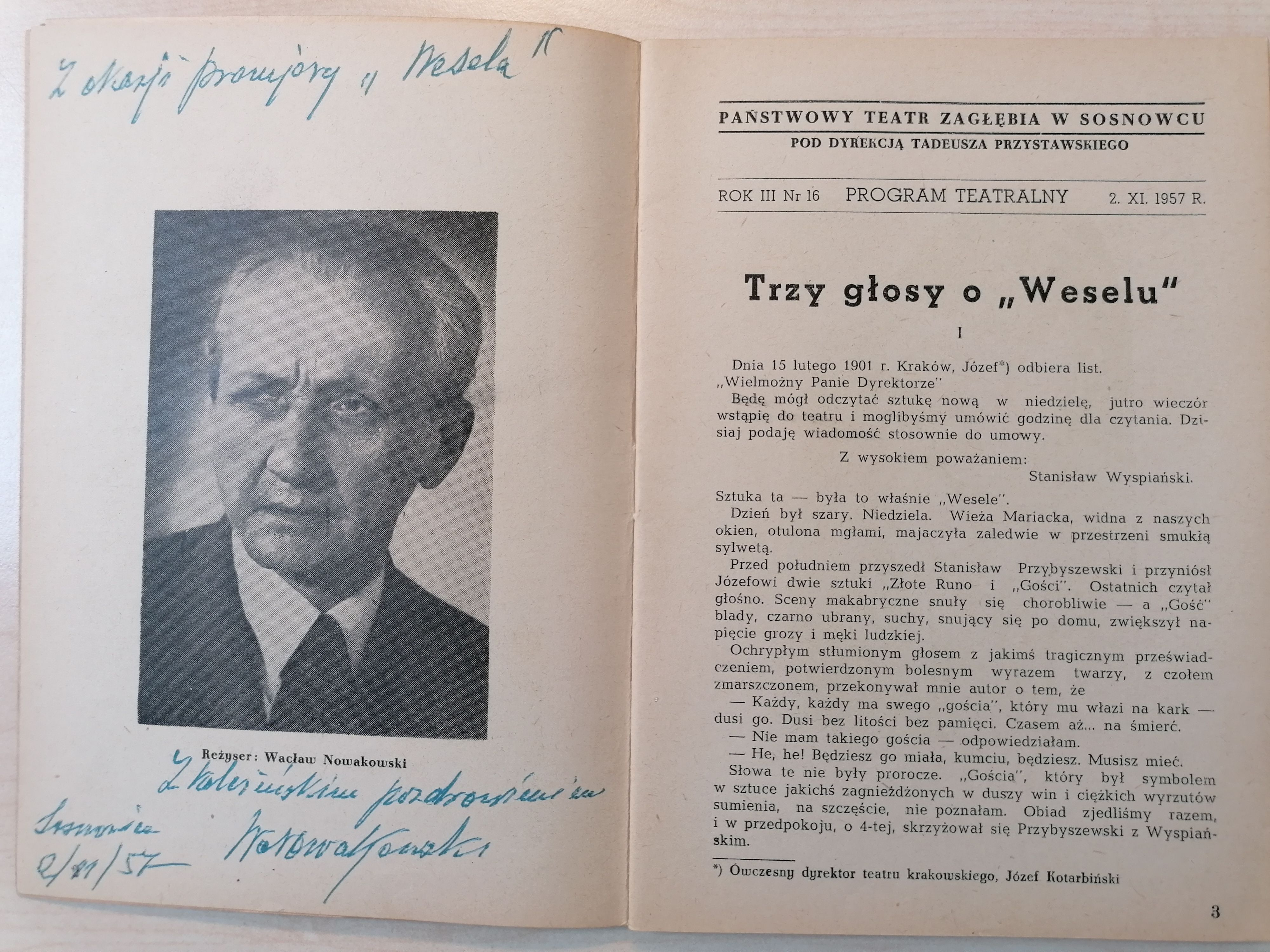
Dedykacja i autograf reż. Wacława Nowakowskiego - Z okazji premiery "Wesela" z koleżeńskim pozdrowieniem - Wacław Nowakowski. Sosnowiec 2.11.1957 r.

## Ordery i odznaczenia
- Krzyż Oficerski Orderu Odrodzenia Polski (13 kwietnia 1949)[3]
- Krzyż Kawalerski Orderu Odrodzenia Polski (25 stycznia 1939)[4]
- Złoty Krzyż Zasługi (4 maja 1929)[5]
- Srebrny Wawrzyn Akademicki (4 listopada 1937)[6]
- Medal 10-lecia Polski Ludowej (28 stycznia 1955)[7]
- Złota Odznaka za Zasługi dla m. Krakowa (1959)[1]